# Phyllurus
Genre
Phyllurus est un genre de geckos de la famille des Carphodactylidae.

## Répartition
Les espèces de ce genre sont endémiques d'Australie. Elles se rencontrent au Queensland et en Nouvelle-Galles du Sud.

## Liste des espèces
Selon The Reptile Database (1 juin 2012) :
- Phyllurus amnicola Couper, Schneider, Hoskin & Covacevich, 2000
- Phyllurus caudiannulatus Covacevich, 1975
- Phyllurus championae Couper, Schneider, Hoskin & Covacevich, 2000
- Phyllurus gulbaru Hoskin, Couper & Schneider, 2003
- Phyllurus isis Couper, Covacevich & Moritz, 1993
- Phyllurus kabikabi Couper, Hamley & Hoskin, 2008
- Phyllurus nepthys Couper, Covacevich & Moritz, 1993
- Phyllurus ossa Couper, Covacevich & Moritz, 1993
- Phyllurus platurus (Shaw, 1790)

## Publication originale
- Goldfuss, 1820 : Reptilia. Handbuch der Naturgeschichte zum Gebrauch bei Vorlesungen, Handbuch der Zoologie, J. L. Schrag, Nürnberg, vol. 3, p. 121-181.